# 斯道拉恩索
斯道拉恩索（芬蘭語：Stora Enso Oyj）是一个总部位于芬兰赫尔辛基的纸浆和纸张生产商，其业务覆盖四大洲。该公司是在1998年由瑞典采矿和林业公司斯道拉（Stora AB）和芬兰林业公司恩索（Enso Oyj）合并成立的。该公司大约有25,000名员工（2016年）。在2014年，斯道拉恩索在森林造纸包装业中销售量排名第五。该公司最早的股份可追溯至1288年，据此可认为斯道拉恩索是世界上最古老的有限公司。